# Riley Gale
Riley Gale (ur. 30 kwietnia 1986 w Dallas, zm. 25 sierpnia 2020 tamże) – amerykański wokalista.

## Życiorys
Urodził się 30 kwietnia 1986 w Dallas. Był synem Brandona i Giny Gale. Miał braci Zacha i Dylana oraz siostrę Sarah. Uczęszczał do szkoły przygotowawczej Jesuit College Preparatory School of Dallas, w 2008 ukończył katolicką szkołę Saint Paul Catholic Classical School w Richardson, po czym studiował na Uniwersytecie Północnego Teksasu w Denton (według różnych źródeł kierunki: język angielski / pisanie techniczne lub literaturę i filozofię).
Był współzałożycielem sformowanego w 2008 zespołu Power Trip, kiedy to wraz z gitarzystą Blakiem Ibanezem zapoczątkował grupę. Z zespołem nagrał dwa albumy i inne wydawnictwa. W swojej stylistyce formacja łączyła techniczne aspekty thrash metalu z energią hardcore'a, a w przesłaniu akcentowała postawę polityczną, która podkreślała współczucie i tolerancję. Wśród tematów poruszanych w tekstach utworów były śmierć, zabijanie, polityka, światowy konflikt, zniszczenie.
Osobiście Gale był zafascynowany twórczością Lwa Tołstoja, Michela Foucaulta, Jacques’a Derridy, Gilles’a Deleuze’a. Interesował się bieżącymi wydarzeniami, dając temu wyraz z lirykach dotyczących chaosu współczesnej Ameryki. Dystansował się od przejawów rasizmu, uznając że twórczość PT jest „bezpieczną przystanią dla wszystkich”. W wywiadzie z 2017 wyraził swój entuzjazm dla „jakiegoś rodzaju hybrydy socjalistyczno-kapitalistycznej”. W wydanym w tym samym roku albumie Nightmare Logic ukazał obawy i frustracje wielu Amerykanów w erze pierwszej prezydentury Donalda Trumpa. Mówił o swojej niechęci wobec działań tegoż przywódcy.
Jego dziewczyną była Marsella Caraccilo. Mieszkał we wschodnim Dallas nieopodal miasta Garland. Utrzymywał się głównie z działalności zespołu, zaś podczas pandemii COVID-19 w 2020 wobec odwołania koncertów imał się prac dorywczych.
W 2017 przyznał się do problemów z bezsennością i przyjmowania leków z tym związanych. 25 sierpnia 2020 rodzina Rileya Gale'a wydała oświadczenie informujące o jego śmierci tego dnia. Został znaleziony nieprzytomny na podłodze. Sekcja zwłok wykazała, że zgon nastąpił w wyniku „toksycznego działania fentanylu” (22,5 nanogramów na mililitr), przy czym uznano, że przyczyną śmierci był nieszczęśliwy wypadek. Badania na obecność wszelkich innych narkotyków i alkoholu w organizmie wyszły ujemnie wyszły ujemnie. Zaznaczono, iż zmarły w przeszłości miał „historię nadużywania Xanaxu” i „historię depresji”. Uroczystości żałobne odbyły się 29 sierpnia 2020 w Dallas.
W chwili śmierci wokalisty grupa Power Trip pracowała nad trzecim albumem w dyskografii.

## Upamiętnienie
Po śmierci Rileya Gale'a wyrazy smutku i kondolencje przekazali muzycy ze świata metalu, m.in. członkowie grup Slipknot, Lamb of God, Volbeat, Anthrax, Exodus, Overkill, Machine Head, Hatebreed, Trivium, Nonpoint, Kreator, Coheed and Cambria, Code Orange. Kilka dni po zdarzeniu na cześć Gale'a grupa Trivium wykonała utwór „Executioner's Tax (Swing of the Axe)” z repertuaru Power Trip podczas transmitowanego w Internecie występu.
Dzień po śmierci Gale'a hołd oddał mu jego przyjaciel, prezenter Greg Gutfeld, występując na antenie telewizji Fox News w koszulce Power Trip.
W 2021 została założona fundacja The Riley Gale Memorial Foundation (RGF).
1 grudnia 2023 w Austin podczas koncertu grupy Fugitive jej członkowie Seth Gilmore i Blake Ibanez pozostali na scenie, po czym dołączyli do nich Nick Stewart, Chris Whetzel i Chris Ulsh, wykonując kilka utworów z repertuaru Power Trip.

## Dyskografia
Udział gościnny
- Illusion: Magic with a Smile EP (2018), śpiew w utworze „Magic with a Smile”[3].
- Integrity / Bleach Everything: split SDK x RFTCC (2019), śpiew w utworze „On a Rope” (Rocket from the Crypt cover) – Bleach Everything[3].
- Body Count: Carnivore (2020), śpiew w utworze „Point The Finger”[10].